# Christopher Baldelli
Pour les articles homonymes, voir Baldelli.
Christopher Baldelli, né le 10 février 1965 à Sarralbe (Moselle), est un spécialiste de la communication et des médias français, directeur général de la chaîne de télévision T18 depuis décembre 2024.
De 2009 à 2019, il était le président de la structure regroupant les radios RTL, RTL2 et Fun Radio, avant de devenir le président de la chaîne Public Sénat entre 2021 et 2024.

## Biographie

### Formation
Christopher Baldelli naît le 10 février 1965 à Sarralbe. 
Il est titulaire d'une maîtrise de géographie, obtenue à l'École normale supérieure de la rue d'Ulm (dont il n’est toutefois pas diplômé), et est diplômé de l'Institut d'études politiques de Paris (promotion 1988, voie Service public),.
En 1990, il effectue son service national en qualité d'officier, au 403e régiment d'artillerie à Chaumont (Haute-Marne).

### Haut fonctionnaire
En 1991, Christopher Baldelli devient administrateur du Sénat. À partir de 1992, il est chargé des secteurs de la presse écrite et de l'audiovisuel auprès de la commission des finances.
En 1994, il intègre le cabinet du ministre du Budget, Nicolas Sarkozy, au poste de conseiller technique, chargé de la presse écrite et du régime de la publicité. En mai 1995, il est nommé conseiller (communication, presse écrite, audiovisuel, cinéma et multimédia) au cabinet du ministre de la culture, Philippe Douste-Blazy. En 1996, quelques mois avant la dissolution provoquant des élections législatives, il rejoint, en tant que conseiller technique, la cellule communication du cabinet du premier ministre, Alain Juppé,.

### Hachette puisLa Provence
De novembre 1997 à novembre 1998, il travaille auprès du directeur général du secteur médias chez Hachette. Il est ensuite directeur délégué adjoint du pôle presse quotidienne régionale d'Hachette Filipacchi Médias (groupe Lagardère). En 1999, il est nommé directeur général du groupe de presse La Provence.

### France 2 puis M6 et Paris Première
En 1999, il devient directeur délégué de la chaîne de télévision France 2. En juin 2002, il est nommé directeur général de France 2. En mai 2004, il est parallèlement élu président du Groupement des radiodiffuseurs français, entité de l'Union européenne de radio-télévision, association professionnelle de radiodiffuseurs nationaux, au sein de laquelle il est administrateur.
En juin 2006, Christopher Baldelli rejoint M6 comme secrétaire général des programmes succédant à Nicolas Coppermann. En novembre 2006, il est nommé directeur des chaînes thématiques du groupe M6 (« M6 Thématiques ») et PDG de Paris Première. Il prend la vice-présidence de l'Union européenne de radio-télévision et du Conseil international des télévisions d'expression française.

### Groupe RTL
En juillet 2009, Christopher Baldelli est nommé président du directoire de RTL Radio en France (RTL, RTL2, Fun Radio). En août 2009, il succède à ce poste à Axel Duroux devenu vice-président du groupe TF1.
Le 20 mars 2014, il annonce que Laurent Ruquier succédera à Philippe Bouvard à la présentation de l'émission culte de RTL, Les Grosses Têtes. C'est un tournant important dans l'histoire de la station.
Le 23 mai 2019, RTL annonce le départ de Christopher Baldelli, qui sera remplacé par Régis Ravanas à la tête de la radio,. Les relations avec Nicolas De Tavernost, président du Groupe M6 et propriétaire de RTL, auraient motivé ce départ de Christopher Baldelli qui a aussi vu sa radio être détrônée par France Inter en termes d'audiences lors du premier trimestre 2019.

### Public Sénat
En 2020, il échoue à succéder à Delphine Ernotte à la tête de France Télévisions.
Le 15 avril 2021, Christopher Baldelli est nommé président de la chaîne Public Sénat,. Il est reconduit en avril 2024 à la présidence pour un mandat de trois années à partir du 1er juin 2024. Le 23 septembre 2024, Christopher Baldelli est nommé président de RéelsTV, qui doit commencer à émettre sur la TNT à partir du 6 juin 2025. Il quitte Public Sénat fin novembre 2024.

## Distinctions
- Chevalier de l'ordre des Arts et des Lettres (1999)[17]
- Chevalier de l'ordre national du Mérite[1][précision nécessaire].